# Gnoseologický relativismus
Gnoseologický relativismus je zásadní pochybování o možnosti obecně platného vědění, jelikož je každý tvůrcem svého poznání a své vlastní pravdy. Tento pojem zavedli sofisté, podle kterých bylo nejlepší dostat za pravdu, než přijmout pravdu někoho jiného a vyučovat ji.